# Giuseppe Segre
Giuseppe Segre (Milano, 30 marzo 1873 – Auschwitz, 30 giugno 1944) è stato un imprenditore italiano, vittima dell'Olocausto italiano, padre di Alberto Segre e nonno della senatrice a vita Liliana Segre.

## Biografia
Nacque a Milano il 30 marzo 1873, in una povera famiglia ebraica di Via Argelati, figlio di Marco Segre, nato ad Ivrea nel 1843, e Diamante Vitali.
Si sposò nel 1897 con Olga Lövvy (Torino, 11 novembre 1878 - Auschwitz, 30 giugno 1944), dalla quale nacquero i figli Amedeo ed Alberto. Nello stesso anno Giuseppe Segre fondò a Milano la Segre & Schieppati, azienda operativa nel settore tessile, riuscendo così a raggiungere lo status borghese.
Il 5 marzo 1911 Giuseppe Segre fu eletto per la prima volta vicepresidente della Croce Verde. Nel 1915, allo scoppio della prima guerra mondiale, l’autorità militare affidò in gestione alla Croce Verde gli ospedali della Guastalla (quartiere) e della Comasina, i posti di ristoro della Stazione Centrale ed il trasporto dei militari feriti che giungevano dal fronte dalla stazione agli ospedali. Giuseppe Segre fu tra i responsabili dell’organizzazione di questa importante attività, che proseguì per tutta la durata del conflitto.
Nel dicembre del 1916, a 43 anni, Giuseppe Segre fu il protagonista e l’artefice di uno degli eventi più importanti nella storia della Croce Verde milanese: la fusione tra la Croce Verde e la consorella Assistenza Pubblica Milanese, che erano allora le due sole associazioni di soccorso esistenti a Milano; egli era convinto che il pronto soccorso in Milano esigesse un assetto nuovo, definitivo, ispirato a concetti largamente pratici, tale da soddisfare completamente le attese della città, il cui territorio e la cui popolazione erano cresciuti notevolmente in quegli anni. Quando le due assemblee dei soci ratificarono la fusione, Giuseppe Segre fu eletto all’unanimità vicepresidente del nuovo consiglio direttivo.
Il 7 ottobre 1917 il Corriere della Sera riportò la notizia che il vice presidente della Croce Verde Assistenza Pubblica Milanese Giuseppe Segre era stato nominato dal Re Vittorio Emanuele III Cavaliere della Corona d’Italia, data “…l’opera assidua e benefica che da parecchi anni esso dedica alla benemerita istituzione”.
Alle elezioni del consiglio direttivo del 1921 il cavalier Giuseppe Segre venne nuovamente eletto vicepresidente amministrativo.
Nel 1923 Giuseppe Segre, cinquantenne, fu nuovamente riconfermato vicepresidente. In quell’anno egli trattò con il Comune di Milano la convenzione per il trasporto dei malati poveri dalle abitazioni agli ospedali, servizio che fino ad allora era stato effettuato dai civici pompieri con quattro autolettighe; tale attività, che durerà otto anni, comportava circa 60 servizi al giorno.
Nel 1930, a seguito di un decreto del governo fascista, tutte le associazioni di volontariato dovettero sciogliersi e cedere sedi, uomini, mezzi ed attrezzature alla Croce Rossa Italiana.
L’8 dicembre 1943 il figlio di Giuseppe Segre, Alberto, fu arrestato a Selvetta di Viggiù con la figlia Liliana, dopo un tentativo di fuga in Svizzera, nel corso del quale erano stati respinti dalle guardie elvetiche. Trasferiti in carcere a Varese, Como e Milano, il 30 gennaio 1944 furono deportati dal binario 21 della Stazione Centrale con il convoglio n. 6 diretto ad Auschwitz. Giunsero ad Auschwitz il 6 febbraio 1944, ove Alberto morì il 27 aprile 1944. La figlia Liliana è sopravvissuta allo sterminio ed è stata liberata nell’aprile 1945, diventando una delle principali testimoni della Shoah in Italia.
Giuseppe Segre fu arrestato con la moglie Olga a Inverigo il 22 maggio 1944. Imprigionato nel campo di Fossoli, fu deportato il 26 giugno 1944 con il convoglio n. 13, diretto ad Auschwitz, venendo ucciso assieme alla moglie nelle camere a gas il giorno stesso dell'arrivo, il 30 giugno 1944. Segre da molti anni era affetto dalla malattia di Parkinson.